# Ipari szalagfüggöny

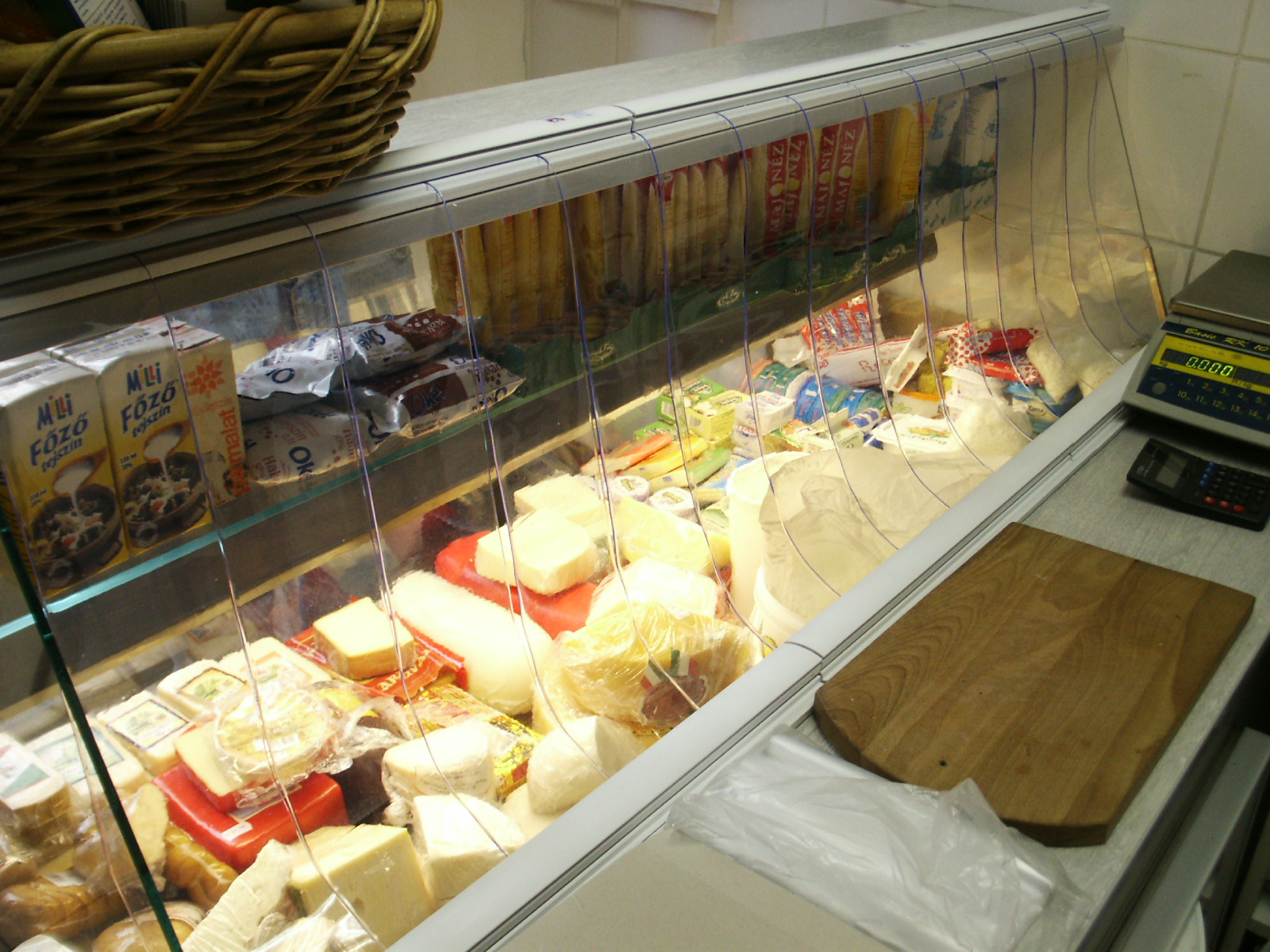
Hűtőpultra szerelt termofüggöny

A gyakran nyitott ipari kapuk átmeneti hőszigetelésére alkották meg az ipari szalagfüggönyt.
Az ipari szalagfüggöny leggyakrabban lágy PVC lapokból készül. A felhasználásra leginkább a targoncaforgalom jellemző. Kamion terminálok kiépítésénél is alkalmazzák.

## Anyaga
A hőszigetelő felület víztiszta lágy PVC. A felfüggesztő elemek a felhasználástól függően, általános célra horganyzott elemekből készülnek.
Egészségügyi és élelmiszeripari felhasználás esetén korrózióálló acél.
Élelmiszeripari hűtőpultokra leakasztható extrudált PVC profilokkal rögzítik.